# An Epistle Containing the Strange Medical Experience of Karshish, the Arab Physician
Épître contenant l'étrange expérience médicale de Karshish, le médecin arabe
An Epistle Containing the Strange Medical Experience of Karshish, the Arab Physician (Épître contenant l'étrange expérience médicale de Karshish, le médecin arabe) est un monologue dramatique de Robert Browning.
Le poème, qui comporte 312 vers, se présente sous la forme d'une lettre du médecin arabe Karshish à son mentor Abib, sur l'expérience qu'il a vécu du miracle accompli par Jésus lors de la résurrection de Lazare. Karshish confie sa lettre à un vagabond syrien qui lui promet de la remettre en échange de soins médicaux.

## Présentation
Bien que le poème se présente sous la forme d'une lettre, il offre cependant toutes les caractéristiques usuelles du monologue dramatique chez Robert Browning. Abib, en effet, tient le rôle de l'auditeur implicite, mais silencieux, car Karshish écrit comme si Abib était en face de lui. Ainsi, aux vers 61 et 62, lorsque le narrateur annonce : « Ici je m'arrête » (Here I end), il ajoute aussitôt, comme si son interlocuteur allait partir : « mais reste encore : » (Yet stay:).